# ماده‌باوری دیالکتیکی
ماده‌باوری دیالکتیکی یا ماتریالیسم دیالکتیکی (به انگلیسی: Dialectical materialism) نام یک فلسفه مارکسیستی در جهان‌بینی مارکسیسم-لنینیسم است. فلسفه مارکسیستی پایه نظری جهان‌بینی مارکسیستی-لنینیستی است.
در وهله نخست معرفت‌شناسی به‌شمار می‌آید یعنی نظریه شناخت یا دانش. هدف اصلی این فلسفه تجربه‌گرایی است یعنی دیدگاهی از شناخت که در آن سوژه شناسنده با ابژه واقعی رویارو می‌شود و به یاری انتزاع ذات آن را آشکار می‌سازد و از این پیش‌فرضِ رویارویی سرراست اندیشه با واقعیت، و پیش‌فرض بیشتر بی‌میانجی سوژه نسبت به ابژه، در پی تضمین‌های بیرونی حقیقت شناخت بر می‌آید. ماده‌گرایی دیالکتیکی در برابر مفهوم شناخت همچون بینش، تولید و کردار نظری را قرار می‌دهد و بنابراین، می‌توان گفت خود نظریه کردار نظری است.
کارل مارکس دیالکتیک را تنها با رویدادهای تاریخ و جامعه همساز می‌دید ولی فریدریش انگلس دامنه دیالکتیک را به حوزه طبیعت گسترش داد ولی انگلس مدعی نشد که ماده‌گرایی تاریخی را می‌توان از ماده‌باوری دیالکتیکی استنتاج کرد. این کار را گئورگی پلخانف کرد که نخستین بار این اصطلاح را به کار برد و نیز ولادیمیر لنین، که آن را چنان تفسیر کرد که ماهیت جهان با آرزوهای انقلابی سازگار درآید. ژوزف استالین باز هم آن را بیشتر دستکاری کرد و از آن یک جهان‌شناسی سیاسی بیرون کشید. کتاب «تکامل دید یگانه انگار از تاریخ» (۱۸۹۵) از پلخانف و «ماده‌باوری و آمپریوکریتیسیسم» (۱۹۰۹) از لنین، و «ماده‌گرایی دیالکتیکی و تاریخی» (۱۹۳۹) از استالین، پله‌به‌پله مراحل تحول ماده‌باوری دیالکتیکی را به یک فلسفه حزبی بیان می‌کنند. برخی از متفکران مارکسیست تنها مارکس را مرجع می‌شناسند.

## ماتریالیسم دیالکتیکی به‌ زبان ساده
ماتریالیسم دیالکتیکی به زبان ساده یعنی نمی‌توان جسمی را بدون توجه به تاثیری که محیط اطراف بر آن گذاشته و تاثیری که آن جسم بر محیط می‌گذارد، مورد مطالعه و قضاوت قرار داد.